# Scry (Tinlot)
Pour l’article homonyme, voir Scry (Mettet).
Scry est une section de la commune belge de Tinlot située en Région wallonne dans la province de Liège.
C'était une commune à part entière avant la fusion des communes de 1977.

## Patrimoine et culture

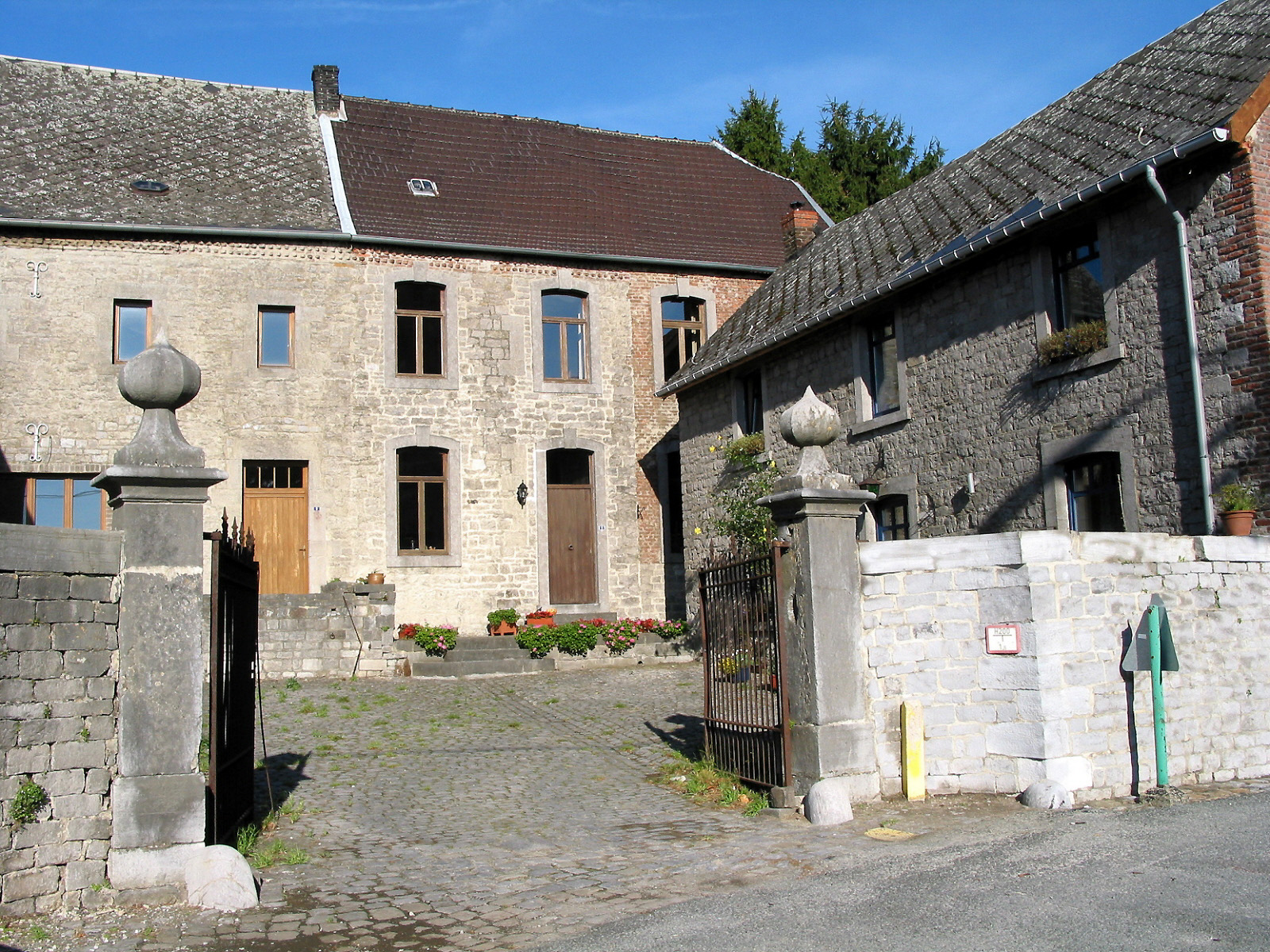
Vieille ferme typique.